# Марк Антоній Руф
Марк Антоній Руф (лат. Marcus Antonius Rufus) — політичний діяч Римської імперії, консул-суффект 45 року.
Походив з плебейського роду Антоніїв. Про нього відомо мало. З вересня по жовтень 45 року був консулом-суффектом разом з Марком Помпеєм Сільваном Стаберієм Флавіаном.
Ймовірно, що він був батьком Антонії Фурніли, дружини сенатора Квінта Марція Барея Сура. Вони були батьками Марції Бареї, матері майбутнього імператора Траяна, та імператриці Марції Фурнілли, другої дружини Тита.